# Альтанка
Альта́нка (пол. altana від італ. altana — «тераса на даху»), рідко бесі́дка, трелья́ж — невеличка садово-паркова споруда. За розміром поступається павільйону. Спочатку так називали великі балкони, потім так почали називати майданчики, виступи та бесідки, звідки можна насолоджуватися краєвидом, пейзажем. Як правило, альтанки відкриті з усіх боків, але бувають і закриті альтанки (схожі з павільйонами).

## Види альтанок
Альтанки бувають двох видів. Легкі дерев'яні, іноді в китайському або турецькому стилях, зустрічаються частіше. Вони досі використовуються у сучасних парках та садах. Альтанки «класичного» стилю будуються рідше, їх можна зустріти здебільшого в старовинних парках. Це довговічні споруди із мармуру або граніту, з круглим куполом, який спирається на колони. Часто це витвори архітектурного мистецтва.

## Альтанки в Україні
- Біла альтанка — один із символів міста Полтава. Має 8 колон.
- Сумська Альтанка — символ міста Суми. Стоїть біля Сумського краєзнавчого музею.
- Альтанка Глібова — восьми-колонна ротонда, знаходиться у селищі Седнів Чернігівської області на схилі високого пагорбу над річкою Снов.
- Альтанка-ротонда колишнього маєтку Бекетова в місті Алушта, Автономна Республіка Крим. Також вважається одним із символів міста, її зображують на туристичних сувенірах. Має 6 колон.
- Альтанка на Володимирській гірці в Києві. Розташована на верхній терасі парку, у його північній частині.
- Царська альтанка — одна з найвідоміших архітектурних пам'яток у Вознесенську, що стала візитною карткою міста.
- Дзеркальний струмінь — альтанка і фонтан у місті Харкові, один із сучасних символів міста.

## Галерея

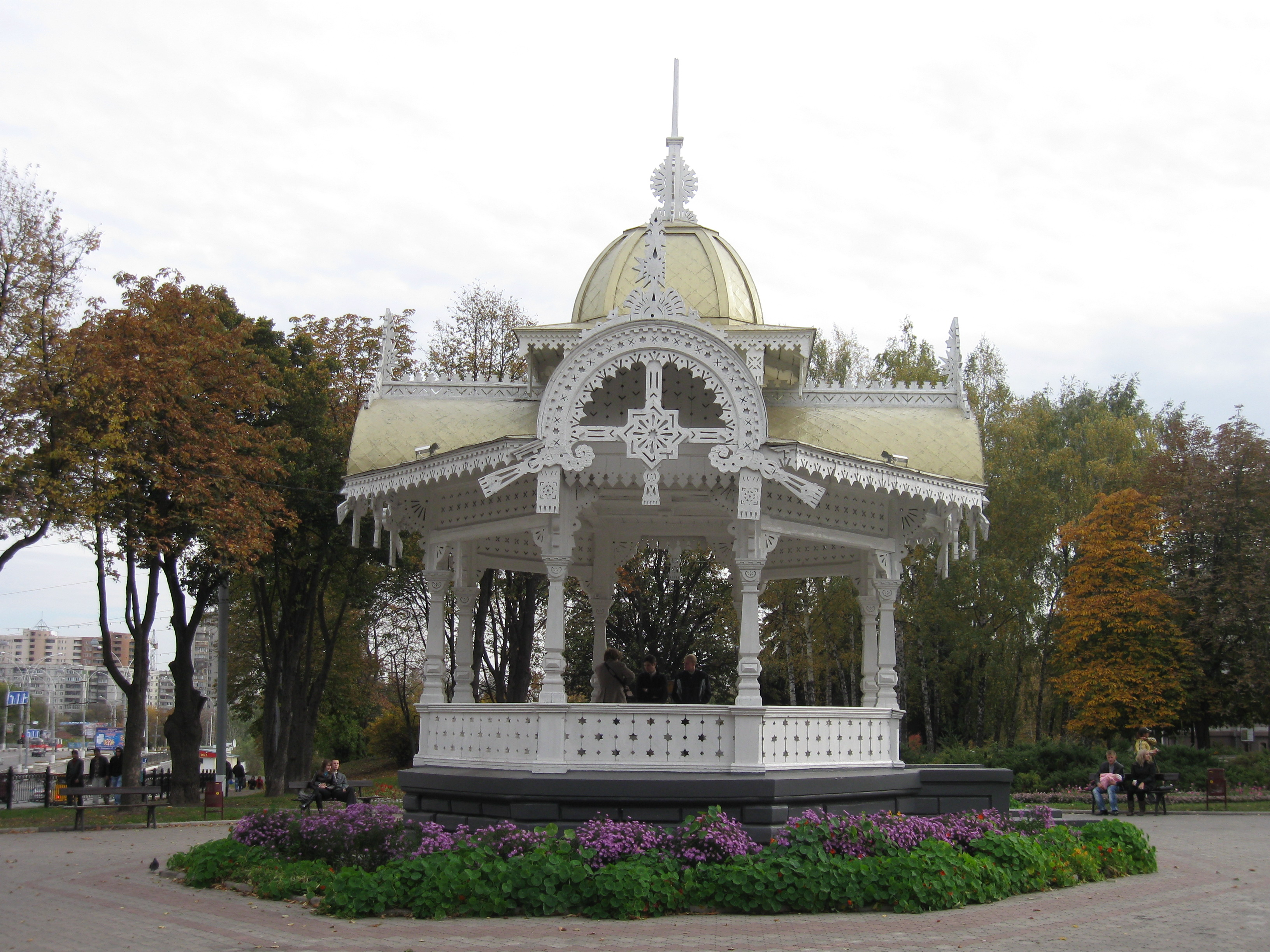
Сумська альтанка
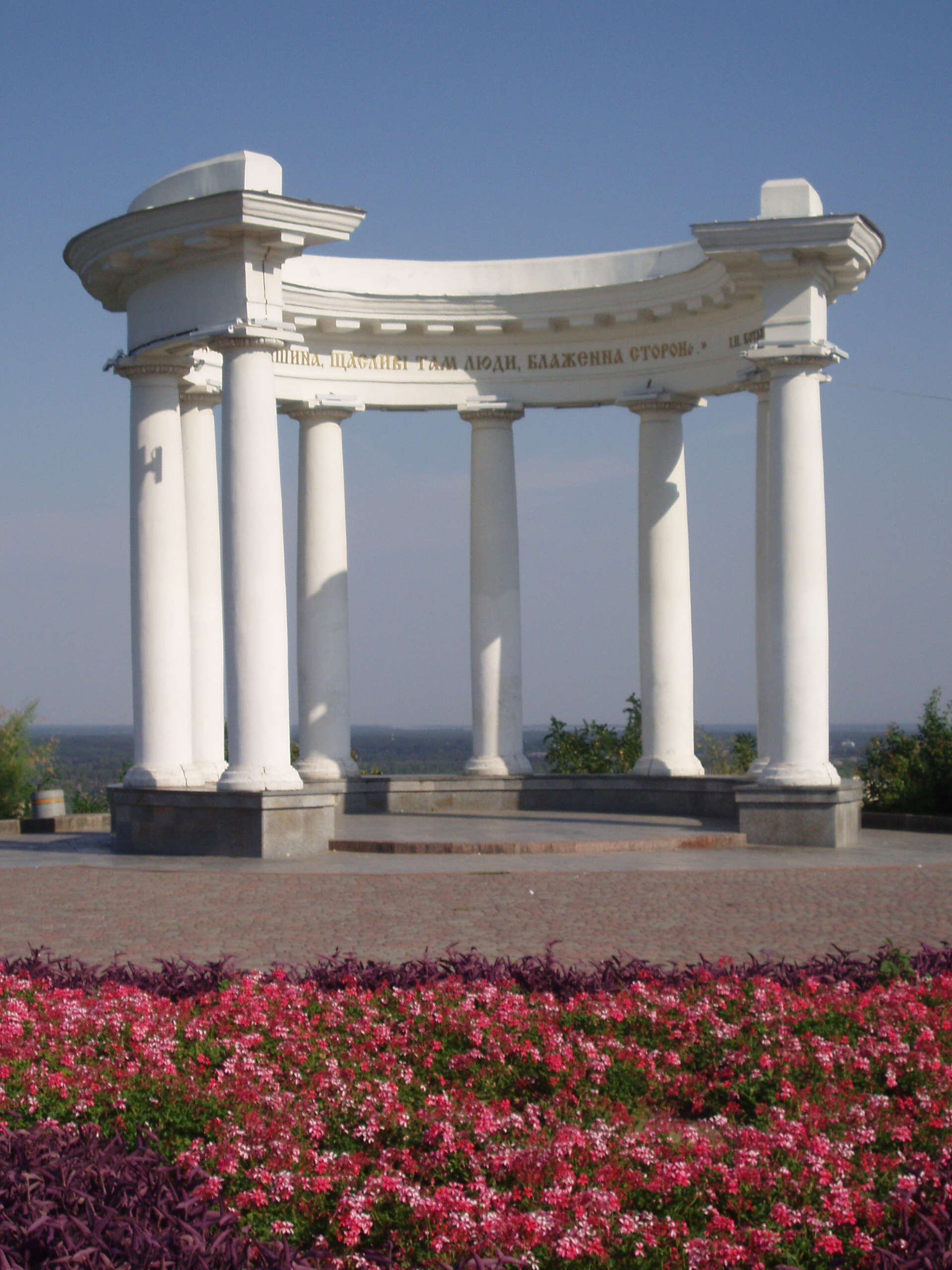
Біла альтанка, Полтава
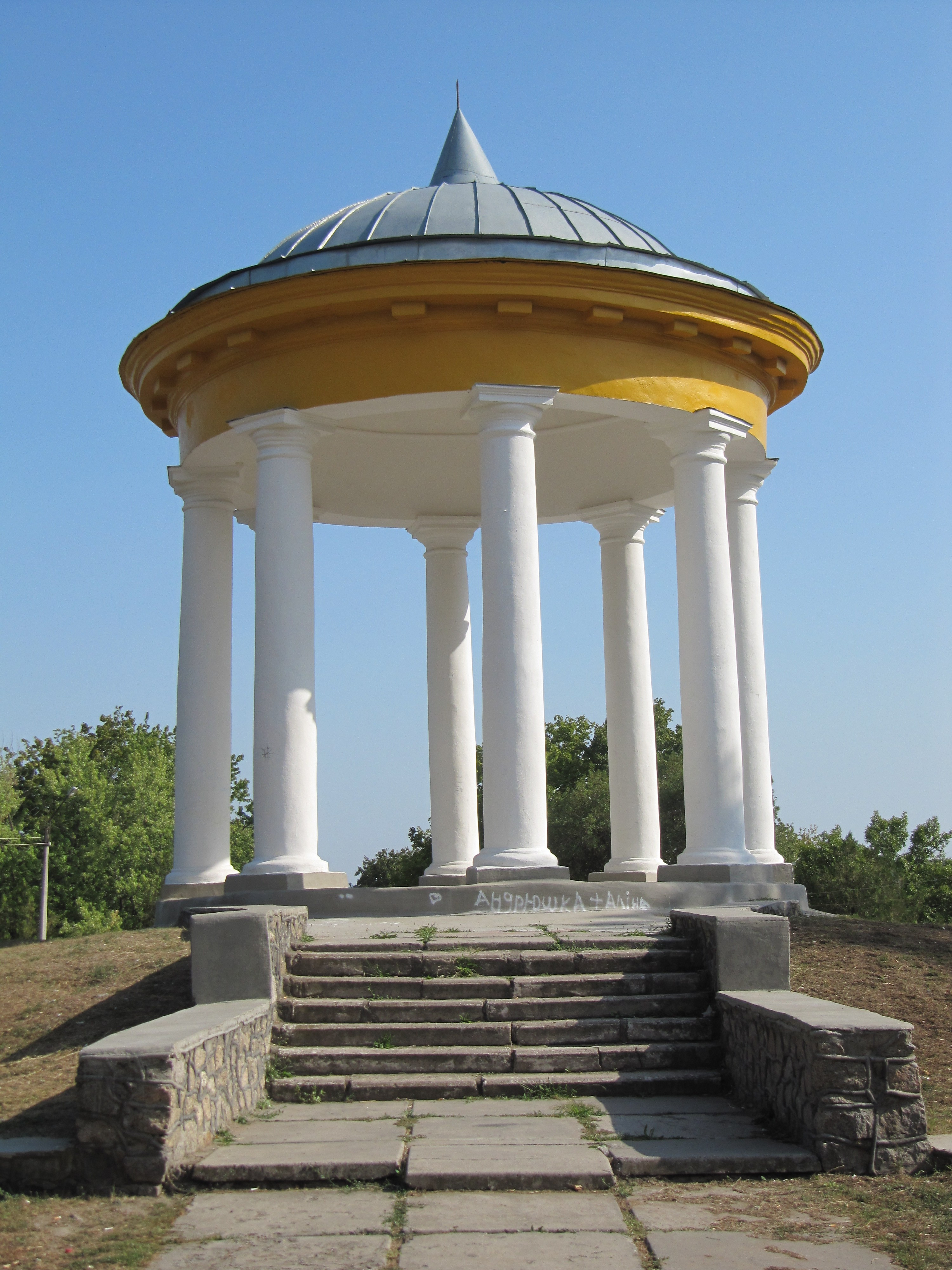
Царська альтанка, м. Вознесенськ
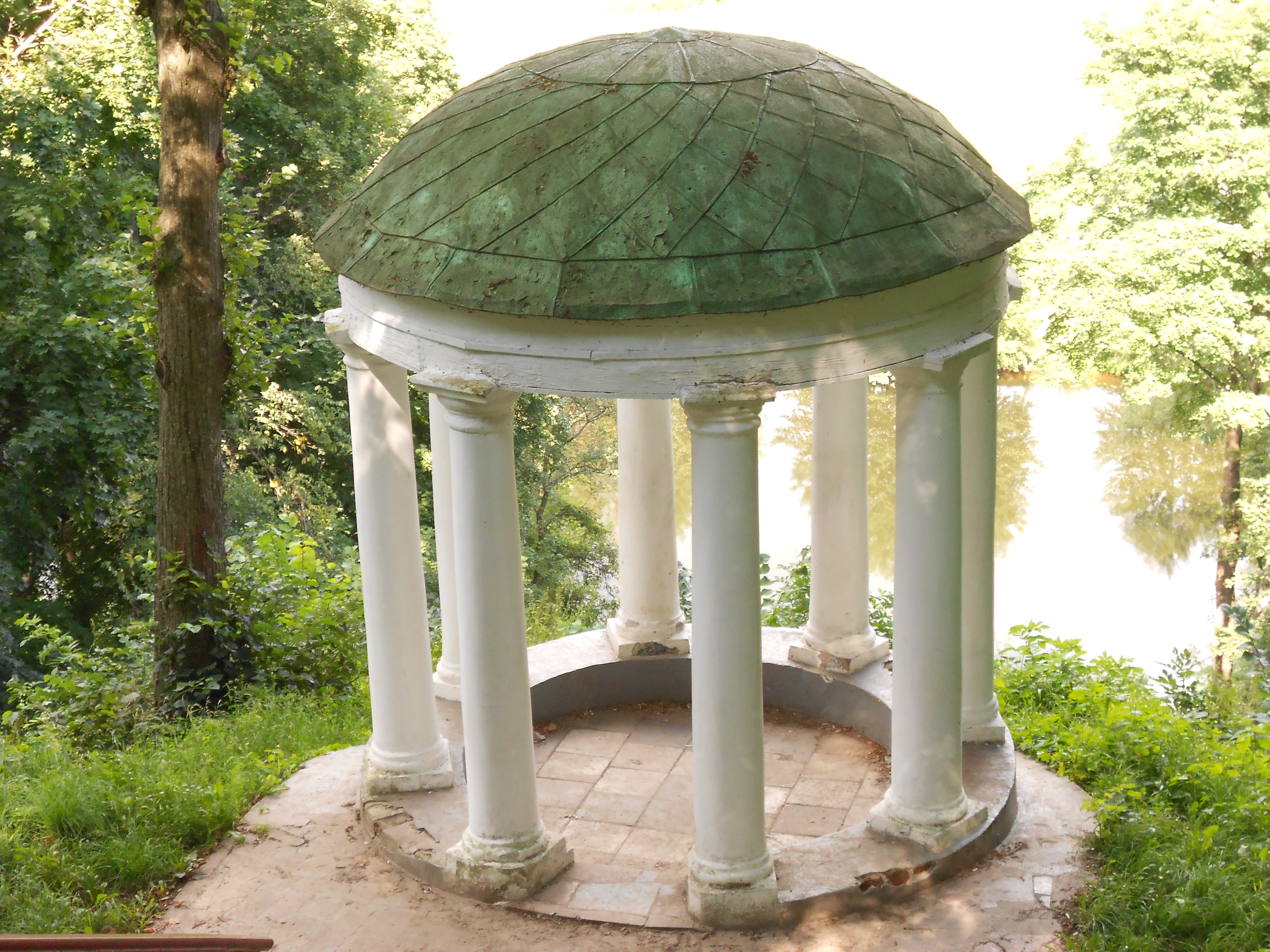
Альтанка Глібова, с. Седнів Чернігівської області
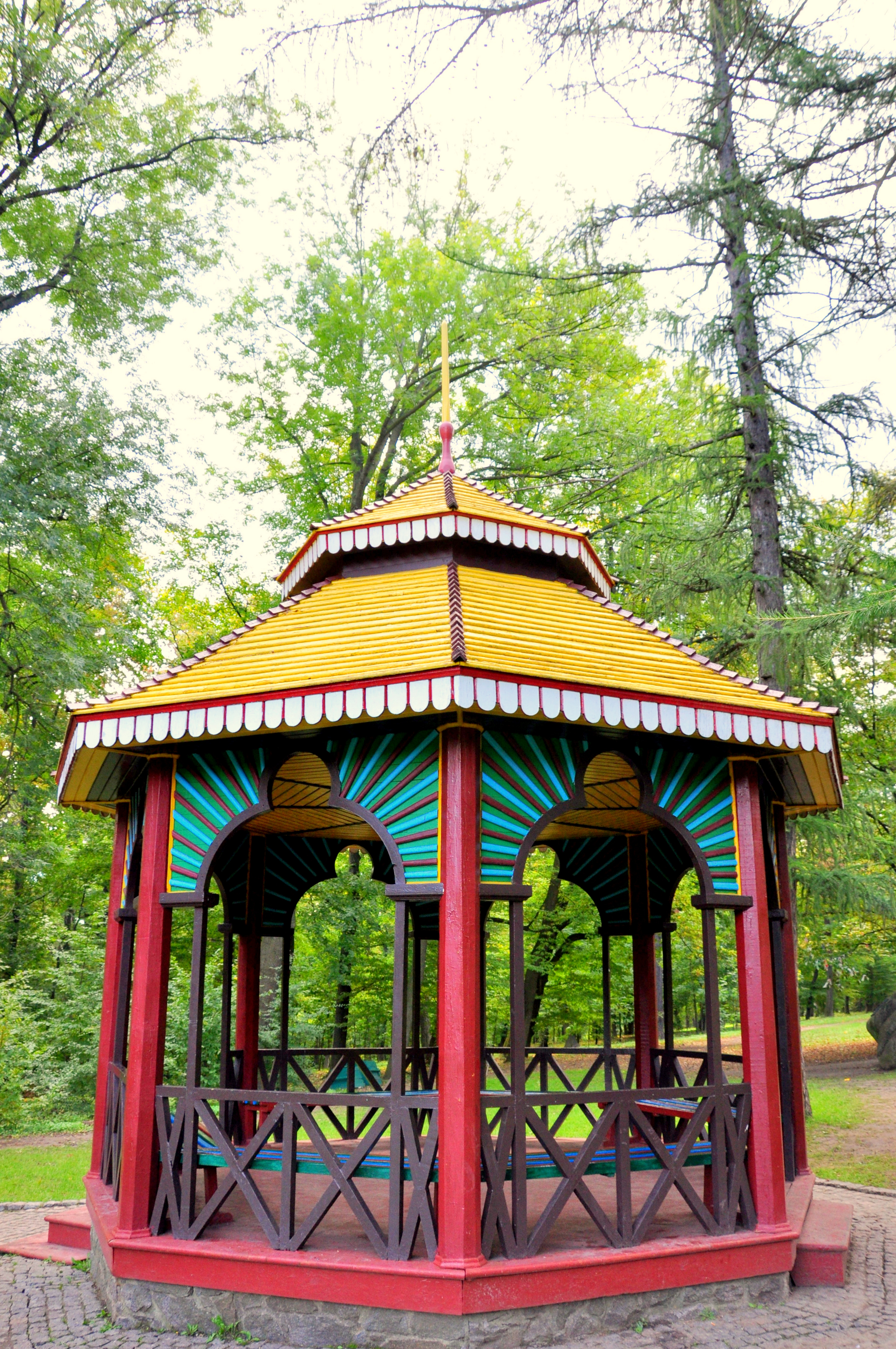
Альтанка в китайському стилі, м. Умань
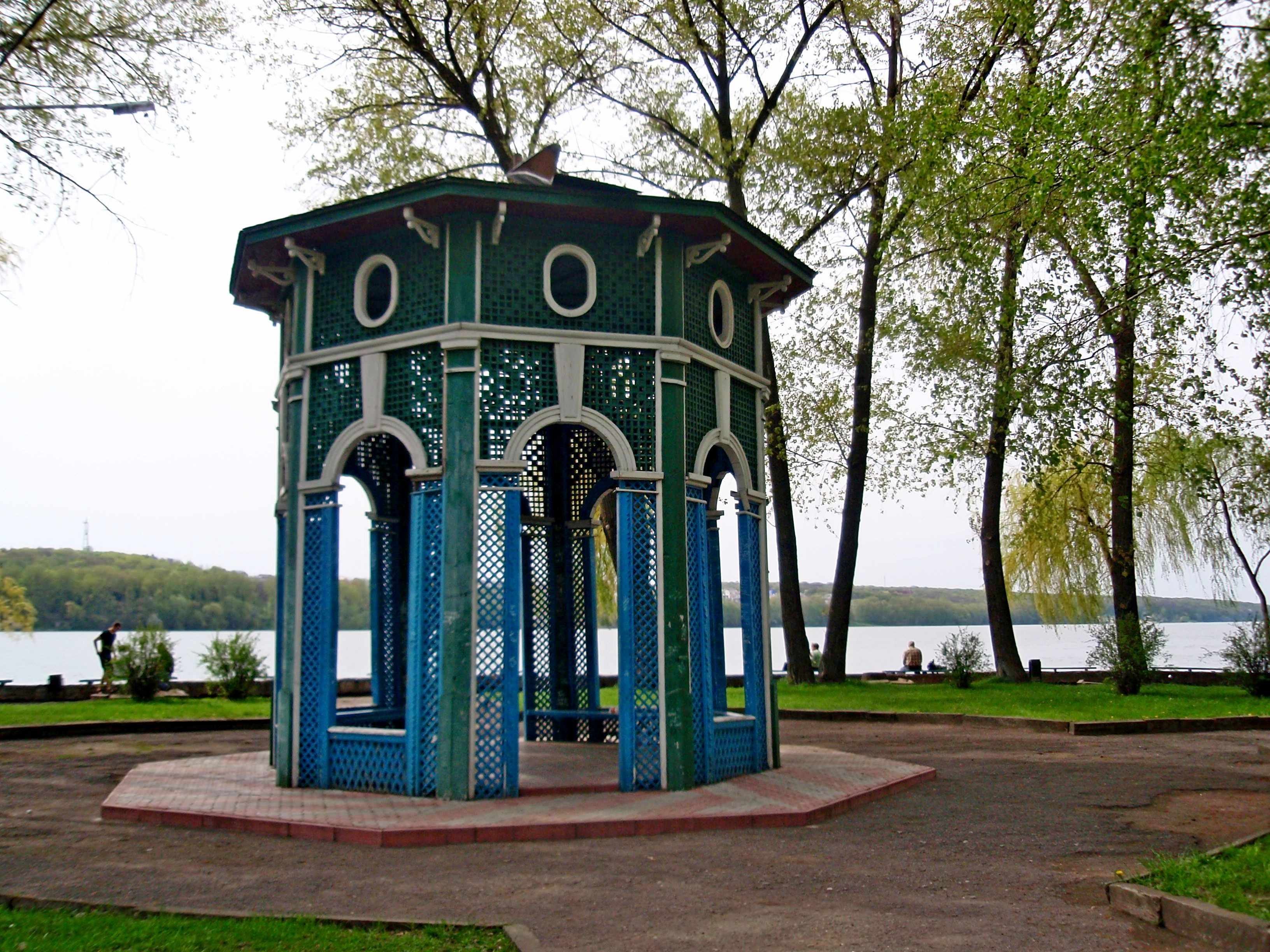
Альтанка в парку імені Тараса Шевченка, Тернопіль.